# Boscoreale
Boscoreale (Vuoscheriale in napoletano) è un comune italiano di 25 696 abitanti della città metropolitana di Napoli in Campania.

## Storia
Nel territorio di Boscoreale erano sorte già a partire dall'epoca sannitica numerose ville rustiche che sfruttavano la fertilità del suolo. Con il tempo molte di esse si trasformarono in residenze lussuose e in età augustea, insieme all'attuale Boscotrecase, era divenuto un sobborgo della vicina Pompei con il probabile nome di Pagus Augustus Felix Suburbanus. Le ville del territorio vennero distrutte dall'eruzione del Vesuvio del 79 d.C., ma in seguito il territorio venne probabilmente rioccupato, come sembra testimoniare il ritrovamento di lucerne con simboli cristiani del IV secolo.
Nell'Ottocento Boscoreale assurse all'onore della cronaca per la scoperta nel suo territorio di numerose ville rustiche di età romana (I secolo d.C.), portate alla luce da scavi di privati cittadini, sotto la sorveglianza della Soprintendenza Archeologica.
Tali ville diedero splendidi reperti archeologici, un tesoro di argenterie, affreschi, bronzi, pavimenti a mosaico, sistematicamente asportati dallo scavo e messi in vendita a miglior offerente dai proprietari dei fondi, poiché le leggi del tempo lo permettevano.
I maggiori Musei del mondo (Archeologico Nazionale di Napoli, Louvre di Parigi, Metropolitan Museum di New York, British Museum di Londra, Musee Royal di Mariemont in Belgio, Field Museum di Chicago, Getty Museum di Malibu, Walters Art Museum di Baltimora, Altes Museum di Berlino ecc.) acquisirono nelle loro collezioni oggetti provenienti dagli scavi archeologici di Boscoreale.
In epoca moderna il comune è stato un importante centro agricolo, famoso per la sua frutta e soprattutto per vini tra cui il più celebre è senz'altro il Lacryma Christi del Vesuvio. Oggi Boscoreale è uno dei comuni che fanno parte del territorio del Parco Nazionale del Vesuvio e dal paese si può raggiungere, grazie al collegamento della Via Matrone, il percorso naturalistico che porta al cratere del Vesuvio.

## Monumenti e luoghi d'interesse

### Architetture religiose
- Chiesa parrocchiale Immacolata Concezione
- Chiesa di Santa Maria Salòme
- Cappella di Maria SS. di Montevergine
- Congrega del SS. Rosario
- Cappella Sant'Antonio da Padova in località S. Francesco
- Chiesa parrocchiale Sant'Anna in contrada Pellegrini
- Chiesa parrocchiale San Giuseppe in contrada Marchesa
- Chiesa parrocchia Maria SS. del Suffragio in contrada Marra
- Cappella Santa Candida in località Passanti
- Santuario-chiesa parrocchiale Madonna Liberatrice dai Flagelli in contrada Gesuiti

### Architetture civili
- Palazzo De Prisco-Albano
- Palazzo Zurlo
- Cine Teatro Minerva

### Ville romane
- Villa Regina. Alcune opere rinvenute successivamente agli scavi sono custodite in numerosi musei come il Museo del Louvre di Parigi, il Metropolitan Museum of Art e il Museo archeologico di Napoli.

### Monumenti
- Monumento ai Caduti

### Musei
- Antiquarium di Boscoreale

## Società

### Evoluzione demografica
Abitanti censiti

### Etnie e minoranze straniere
Secondo i dati ISTAT al 31 dicembre 2018 i cittadini stranieri residenti a Boscoreale erano 1 178, corrispondenti al 4,2% della popolazione. Le nazionalità maggiormente rappresentate erano:
1. Romania, 330 1,1%
2. Cina,167 0,5%
3. Ucraina, 154 0,5%
4. Marocco, 124 0,4%
5. Bangladesh, 60 0,2%
6. Gambia, 55 0,1%
7. Bulgaria, 42 0,1%
8. Senegal, 39 0,1%
9. Nigeria 38 0,1%
10. Polonia, 32 0,1%
11. Stati Uniti d'America, 1 0.01%

## Infrastrutture e trasporti
Il comune è servito dalla stazione di Boscoreale, stazione interrata inaugurata nel 2009 sulla ferrovia Napoli-Pompei-Poggiomarino della Circumvesuviana, dalla stazione di Villa Regina sulla ferrovia Napoli-Sorrento della Circumvesuviana, e dalla stazione di Cangiani, sulla stessa linea, per l'omonima frazione del comune. Inoltre, è presente l'uscita di Torre Annunziata Sud - Boscoreale dell'autostrada A3 Napoli - Salerno.

## Amministrazione
Di seguito è presentata una tabella relativa alle amministrazioni che si sono succedute in questo comune.
| Periodo | Periodo   | Primo cittadino      | Partito                   | Carica  | Note  |
| ------- | --------- | -------------------- | ------------------------- | ------- | ----- |
| 1988    | 1990      | Francesco Casillo    | Democrazia Cristiana      | Sindaco | [ 7 ] |
| 1990    | 1993      | Giacomo Tafuro       | Democrazia Cristiana      | Sindaco | [ 7 ] |
| 1993    | 1994      | Giovanni Langella    | Democrazia Cristiana      | Sindaco | [ 7 ] |
| 1994    | 1995      | Antonio Amato        | Commissario prefettizio   | Sindaco |       |
| 1995    | 1998      | Vincenzo Balzano     | Patto dei Democratici     | Sindaco | [ 7 ] |
| 1998    | 2000      | Alfonso La Rotonda   | Commissario straordinario | Sindaco |       |
| 2000    | 2001      | Maria Grazia D'Ascia | Commissario straordinario | Sindaco |       |
| 2001    | 2002      | Giuseppe Sergianni   | Forza Italia              | Sindaco | [ 7 ] |
| 2002    | 2006      | Vincenzo Cavaliere   | La Margherita             | Sindaco | [ 7 ] |
| 2006    | 2007      | Vittorio Saladino    | Commissario straordinario | Sindaco |       |
| 2007    | 2008      | Ivo Salemme          | Commissario straordinario | Sindaco |       |
| 2008    | 2012      | Gennaro Langella     | Il Popolo della Libertà   | Sindaco | [ 7 ] |
| 2012    | 2013      | Michele Capomacchia  | Commissario prefettizio   | Sindaco |       |
| 2013    | 2018      | Giuseppe Balzano     | PD                        | Sindaco | [ 7 ] |
| 2018    | 2023      | Antonio Diplomatico  | Civico                    | Sindaco | [ 7 ] |
| 2023    | in carica | Di Lauro Pasquale    | Civico                    | Sindaco |       |

## Sport
A Boscoreale è presente un palazzetto dello sport adibito sia alla pallacanestro che alla pallavolo. La squadra locale, l'Associazione Dilettantistica Pallacanestro Boscoreale, costituita nel 1975, milita nel campionato regionale di Promozione. 
La squadra di calcio, GIAC Boschese partecipava al campionato di terza categoria girone B 2023/2024 e gioca nello stadio V. Pozzo in via Passanti, l'anno successivo non si è iscritto in nessun campionato calcistico. Presenti altre squadre di calcio sul territorio come la Marchesa e il Victoria Marra.